# Polítop

Visualització d'un dau en les dimensions 1 fins a 5

Un polítop és un conjunt de punts de l'espai Rn limitat per hiperplans. En geometria polítop significa, en primer lloc, la generalització a qualsevol dimensió d'un polígon bidimensional, o un poliedre tridimensional. A més, aquest terme és utilitzat en diversos conceptes matemàtics relacionats. El seu ús és anàleg al de quadrat, que pot usar-se per referir-se a una regió del pla de forma quadrada, o només per als seus límits, o encara per una mera llista dels seus vèrtexs i costats juntament amb alguna informació sobre la forma en què estan connectats. La noció de polítop generalitza la de polígon i la de políedre. De fet, els polítops de R² són els polígons i els polítops de R3 són els políedres. Un exemple de polítop a R4 és el tesseractis, que és l'hipercub de quatre dimensions.
El terme va ser encunyat pel matemàtic Hoppe, en alemany, i va ser generalitzat per Alicia Boole Stott, filla del matemàtic i filòsof irlandès George Boole. Els sòlids platònics, o polítops regulars de tres dimensions, van ser objecte central d'estudi dels matemàtics de l'antiga Grècia –ben tractada als Elements d'Euclides–, probablement a causa de les seves qualitats estètiques intrínseques. En temps moderns, els polítops i els seus conceptes relacionats tenen una aplicació important en gràfics per ordinador, optimització i molts altres camps.